# George R. Minot
George Richards Minot, född 2 december 1885 i Boston, Massachusetts, USA, död 25 februari 1950 i Brookline, Massachusetts, var en amerikansk läkare och professor vid Harvarduniversitetet. År 1934 tilldelades han Nobelpriset i fysiologi eller medicin, tillsammans med William P. Murphy och George H. Whipple, för upptäckten av att perniciös anemi kan behandlas med leverpreparat.

## Biografi
Minot var son till James Jackson Minot och Elizabeth Whitney. Han var namne till sin gammelfarfar George Richards Minot (1758–1802). Hans far var läkare och hans fars kusin var anatomen Charles Sedgwick Minot. En av hans tidigare anfäder var James Jackson (1777–1867), medgrundare av Massachusetts General Hospital. Han utvecklade först intresse för naturvetenskaperna men senare för medicin.
Minot tog sin kandidatexamen vid Harvard College 1908, där han valdes in i The Owl Club och tog sin masterexamen 1912 vid Harvard Medical School. Mellan 1913 och 1915 arbetade han i William Henry Howells labb vid Johns Hopkins School of Medicine, där han studerade blodförtunnande proteiner, såsom antitrombin. År 1915 säkrade han en juniorposition för medicinsk personal vid Massachusetts General Hospital, där han började forska om blodanemi. Under första världskriget tjänstgjorde han som kirurg i den amerikanska armén. Som en del av dessa uppgifter arbetade han med Alice Hamilton för att förstå vad som orsakade att arbetare på en ammunitionsfabrik i New Jersey blev sjuka. De upptäckte så småningom att hudkontakt med TNT ledde till sjukdomarna.
Minot och hans hustru Marian Linzee Minot (Weld) (1890-1979) gifte sig 1915 och fick två döttrar och en son. År 1940 drabbades han av komplikationer i samband med diabetes och fick en allvarlig stroke 1947, vilket delvis förlamade honom. Han var en unitarian och hans hem i Brookline Massachusetts, har sparats som ett historiskt minnesmärke som erkännande av hans arbete.

## Vetenskapligt arbete
År 1917 kom Minot till Collis P. Huntington Memorial Hospital i Boston. Han blev där chef för sjukvården 1923 och utsågs till överläkare 1934. Dessutom blev Minot professor i medicin vid Harvard University och utsågs till chef för Thorndik Memorial Laboratory vid Boston City Hospital. Han arbetade också på Peter Bent Brigham Hospital som anställd och var medlem i kommittén om skadlig anemi vid Harvard och tjänstgjorde i Anti-Anemia Preparation Advisory Board i U.S. Pharmacopoeia.
År 1930 tilldelades Minot Cameronpriset för terapier vid University of Edinburgh tillsammans med William P. Murphy. Minot delade Nobelpriset i fysiologi eller medicin 1934 med William P. Murphy och George H. Whipple som gavs för deras arbete med behandling av blodanemi. De upptäckte alla en effektiv behandling för skadlig anemi, som var en dödlig sjukdom vid den tiden, med leverkoncentrat med hög nivå av vitamin B12, senare identifierad som den kritiska komponeneten i behandlingen.
Minot diagnostiserades 1921, vid 35 års ålder, med diabetes mellitus av Dr Elliott P. Joslin, en professor vid Harvard Medical School och en av de ledande diabetesläkarna på sin tid. Även diabetes var en dödlig sjukdom på den tiden. Joslin höll honom vid liv på det enda sättet han kände till - genom att begränsa maten. Minot var 180 cm lång och vägde bara omkring 55 kg. Joslin satte honom på en diet på endast 530 kalorier per dag och han skulle, som de flesta diabetespatienter, förmodligen dö inom ett år.
Insulin upptäcktes dock ungefär samtidigt som Minot diagnostiserades. Insulin blev allmänt tillgängligt ungefär ett år senare. Dr. William Castle observerade att Frederick Bantings och Charles Bests upptäckt av insulin 1921, inte bara omvandlade diabetesbehandling, utan bidrog också, genom att hålla Minot vid liv, till upptäckten av ett botemedel mot skadlig anemi.